# Acacia ulicifolia
Acacia ulicifolia — вид квіткових рослин з родини бобових. Ареал: Австралія (Вікторія, Тасманія, Квінсленд, Новий Південний Уельс, Австралійська столична територія).

## Середовище
Зустрічається в сухих склерофільних лісах та рідколіссях, зазвичай у піщаному ґрунті.

## Біоморфологічна характеристика
Це прямовисний кущ заввишки 0,5–2 метри з гладкою сірою корою. Філодії короткі та голкоподібні, завдовжки 8–14 мм. Квіткові голови прикріплені до стебла довгою тонкою ніжкою 8–15 мм завдовжки. Квітки блідо-кремові. Стручок має довжину 3–5 см, ширину 3 мм, вигнутий та рівномірно звужений між насінинами. Період цвітіння – з середини осені до середини весни.

## Використання
Вид іноді використовується в садівництві Австралії як неформальна живопліт.